# Ruhollah Zam
Ruhollah Zam (auch Ruhollah Sam; persisch روح‌الله زم, DMG Rūḥollāh Zam; * 27. Juli 1978 in Teheran; † 12. Dezember 2020 ebenda) war ein iranischer Journalist, Blogger und Regimekritiker. Der zuletzt in Frankreich lebende Zam wurde 2019 unter nicht genau geklärten Umständen in den Irak gelockt und von dort durch iranische Sicherheitskräfte in die Islamische Republik Iran entführt. Dort wurde er im Juni 2020 zum Tode verurteilt und am 12. Dezember 2020 hingerichtet.

## Leben und Wirken
Ruhollah Zam wurde 1978 als Sohn des reformorientierten iranischen Geistlichen Mohammad Ali Zam in Teheran, der Hauptstadt Irans, geboren, der in den frühen 1980er Jahren Mitarbeiter der Regierung der neugegründeten Islamischen Republik war.
Ruhollah Zam hat von 2005 bis 2012 zusammen mit Robert Bruchim, einem iranisch-jüdischen Journalisten, zahlreiche Dokumentarfilme über Menschenrechte in der Islamischen Republik Iran gedreht. Zam und Bruchim haben außerdem das Magazin „Die Botschaft der Gewerkschaft“ herausgegeben.
Nach der umstrittenen Wiederwahl des damaligen iranischen Staatspräsidenten Mahmud Ahmadineschad 2009 erhob Zam Vorwürfe der Wahlfälschung und wurde inhaftiert. Danach floh er über Malaysia nach Frankreich, wo er politisches Asyl erhielt. Er lebte dort mit seiner Ehefrau und seinen Kindern in Montauban und stand unter Polizeischutz.
Im Exil verbreitete er über seine Website AmadNews und den Onlinedienst Telegram an die iranische Öffentlichkeit gerichtete Informationen und Aufrufe zu Protest und zivilem Ungehorsam. Unter anderem half er bei der Planung von Protestaktionen im Iran und stellte Videos online, in denen Demonstranten regierungsfeindliche Parolen skandierten, darunter auch solche, die direkt gegen den „Obersten Führer“ Ali Chamenei und Staatspräsident Hassan Rohani gerichtet waren. Er äußerte auch Kritik an anderen Regimekritikern, deren Haltung er als zu nachgiebig empfand.
Im Juli 2017 veröffentlichten iranische Medien einen Brief von Zams Vater an seinen Sohn, in dem er diesen öffentlich verurteilte.
Im Dezember 2017 sperrte Telegram Zams Kanal, nachdem iranische Behörden ihn beschuldigt hatten, auf dem Kanal zu Gewalttaten aufzurufen. Zam bestritt dies. Telegram ist von besonderer Bedeutung im Iran; nach Angaben der Nachrichtenagentur Associated Press von Ende 2017 benutzen schätzungsweise 40 Millionen der 80 Millionen Bürger des Iran den Dienst. Dabei spielt der von Telegram ermöglichte Schutz der Privatsphäre eine große Rolle.
Im Oktober 2019 reiste Ruhollah Zam in den Irak, wohin er Medienberichten zufolge von iranischen Sicherheitskräften gelockt worden war. Dort wurde er von der iranischen Revolutionsgarde festgenommen und in den Iran verschleppt. Die genauen Umstände seiner Ergreifung sind nicht bekannt. Ein Journalist des persischsprachigen Dienstes der BBC schrieb nach seiner Hinrichtung, Zam sei mit dem Versprechen in den Irak gelockt worden, dort den einflussreichen iranischen Ayatollah Ali as-Sistani treffen zu können, um dessen Unterstützung zu erlangen. In den staatlich gelenkten iranischen Medien wurde umfangreich über Zams Fall berichtet. Nach seiner Verschleppung in den Iran benutzten die Revolutionsgarden Zams eigenen Telegram-Kanal, um dort seine Verhaftung bekanntzugeben. Er musste im Fernsehen ein Geständnis ablegen. Ebenfalls im iranischen Fernsehen wurden Beiträge ausgestrahlt, in denen Zams angebliches Netz von Kontakten und die Geheimdienstoperation, mit der er in den Irak gelockt und dort von den Garden gefasst worden war, dargestellt wurden. Nach diesen Darstellungen sei es dabei auch gelungen, ausländische Geheimdienste zu täuschen.
Im Juni 2020 wurde Zam wegen seiner Rolle bei den Protesten der iranischen Opposition 2017/2018 zum Tode verurteilt. Unter anderem wurden ihm „Verbrechen gegen die innere und äußere Sicherheit“ und Spionage für den französischen Geheimdienst vorgeworfen, ebenso „Beleidigung des Islam“.
Nachdem der iranische oberste Gerichtshof das Urteil am 8. Dezember 2020 bestätigt hatte, wurde Ruhollah Zam vier Tage später in Teheran durch Erhängen hingerichtet.

## Reaktionen auf die Hinrichtung
Die deutsche Bundesregierung kritisierte die Hinrichtung mit Hinweis auf den grausamen und unmenschlichen Charakter der Todesstrafe und forderte weiterhin, der Iran solle die Meinungsfreiheit seiner Bürger respektieren und seine politischen Gefangenen freilassen. Auch die Europäische Union unter dem Ratsvorsitz Deutschlands sowie Frankreich übten scharfe Kritik an Iran. Als Reaktion bestellte die iranische Regierung die Botschafter Deutschlands und Frankreichs in Teheran ein und protestierte damit gegen die ihrer Meinung vorliegende Einmischung in die inneren Angelegenheiten des Landes.
Das Menschenrechtsinstitut der Rechtsanwaltsvereinigung International Bar Association verurteilte die Hinrichtung Zams als „Mord“. Die Schriftstellervereinigung PEN-Zentrum Deutschland zeigte sich „zutiefst entsetzt über die Hinrichtung“, forderte diplomatische und wirtschaftliche Konsequenzen für den Iran und schlug die Umbenennung des Straßenabschnittes der Podbielskiallee, in dem sich die iranische Botschaft in Berlin befindet, in „Ruhollah-Zam-Allee“ vor.
Ruhollah Zams Vater Mohammad Ali Zam machte seine Trauer über sein Konto auf Instagram öffentlich, einem der wenigen im Iran zugänglichen Onlinedienste, und bezeichnete seinen Sohn als „Gefährten bis zum Schluss“. Am 12. Dezember verurteilte er auf Instagram die „kriminelle Republik“, die seinen Sohn getötet hatte. Der im amerikanischen Exil lebende iranische Publizist Arash Azizi wies darauf hin, dass dies für einen langjährigen, hochrangigen Vertreter der islamischen Republik bemerkenswert sei.
Zahlreiche andere Vertreter des Staates hätten seit der islamischen Revolution nicht öffentlich über ihre vom iranischen Staat umgebrachten Kinder getrauert, darunter Prominente wie Ajatollah Ahmad Dschannati, Gholamreza Hassani und Mohammad Mohammadi Gilani. Letzterer hatte als Richter zwei seiner eigenen Söhne zum Tode verurteilt.
Insbesondere wurde in der Öffentlichkeit die Tatsache kritisiert, dass Ruhollah Zam bis wenige Stunden vor der Urteilsvollstreckung in völliger Unkenntnis über den aktuellen Stand seines Revisionsantrages und die bevorstehende Vollstreckung war. So berichtete sein Vater, dass er Ruhollah zusammen mit seiner Familie am Abend vor der Hinrichtung besucht habe. Erlaubt sei ihm der Besuch nur unter der Bedingung worden, dass er seinem Sohn verschweige, dass das Oberste Gericht die Revision gegen das Todesurteil bereits abgewiesen hatte.